# 雄德拉
雄德拉是德国巴伐利亚州的一个市镇。总面积28.63平方公里，总人口1727人，其中男性890人，女性837人（2011年12月31日），人口密度60人/平方公里。